# Campo Nuevo México
Campo Nuevo México är en ort i Mexiko.   Den ligger i kommunen Culiacán och delstaten Sinaloa, i den västra delen av landet, 1 000 km nordväst om huvudstaden Mexico City. Campo Nuevo México ligger 27 meter över havet och antalet invånare är 254.
Terrängen runt Campo Nuevo México är platt. Runt Campo Nuevo México är det ganska tätbefolkat, med 155 invånare per kvadratkilometer. Närmaste större samhälle är Culiacán, 19,9 km norr om Campo Nuevo México. Trakten runt Campo Nuevo México består till största delen av jordbruksmark.